# TTX 75 (revue)
Pour les articles homonymes, voir TTX 75.
TT X75 est une revue de petit format publiée dans la collection « Comics Pocket » des éditions Artima d'octobre 1974 à juin 1976. Elle a duré 13 numéros.
Cette revue adaptait les romans de la série TTX 75 de Richard Caron parus au Fleuve Noir.